# Видт, Северин
Северин Видт (пол. Seweryn Widt; 1862, Самбор, Львовская область — 14 марта 1912, Давос, Швейцария) — польский инженер-геодезист (1890), профессор (1894).

## Биография
Окончил гимназию в Самборе и инженерный факультет Высшей политехнической школы (ВПШ) во Львове (1880—1885). Племянник и ученик профессора Доминика Зброжека (*1832-†1889). В 1885—1887 гг. — ассистент кафедры геодезии и сферической астрономии ВПШ. Как ассистент получил стипендию им. Франца Иосифа I для совершенствования знаний за рубежом. Затем учился в венском и берлинском университетах, в политехниках в Шарлотенбурзі (ныне в составе Берлина) и Ганновери, одновременно работал в Немецкой военно-морской астрономической обсерватории в Гамбурге, первом в мире Астрофизическом институте в Потсдаме (Германия), в Центральном метеорологическом бюро Франции, фр. Le Bureau central météorologique de France (ныне Метео-Франс) и Национальной школе мостов и дорог в Париже (Франция).
После возвращения с 1888 г. — ассистент кафедры геодезии и сферической астрономии ВПШ. Одновременно профессор Государственной промышленной школы (1889—1894), заместитель профессора кафедры геодезии и сферической астрономии ВПШ (1891—1893) и доцент Краевой школы лесного хозяйства (1893—1903) во Львове. С 1893 г. — заведующий кафедрой геодезии и сферической астрономии (с 28 декабря 1894 г. — кафедры геодезии) ВПШ в Львове. Избирался деканом (1898/99 — 1900/01 учеб. года) и продеканом (1901/02 — 1902/03 науч. года) факультета строительства дорог, продеканом факультета инженерии путей, путей и мостов (1908/09 — 1911/12 учеб. года), ректором (1905/06 уч. год) и проректором (1906/07 учеб. год) ВПШ. Добивался, чтобы открытые в 1896 г. двухгодичные курсы геометров стали трехлетними и разработал для этого программу обучения, а также, чтобы Музей стал институтом геодезии.

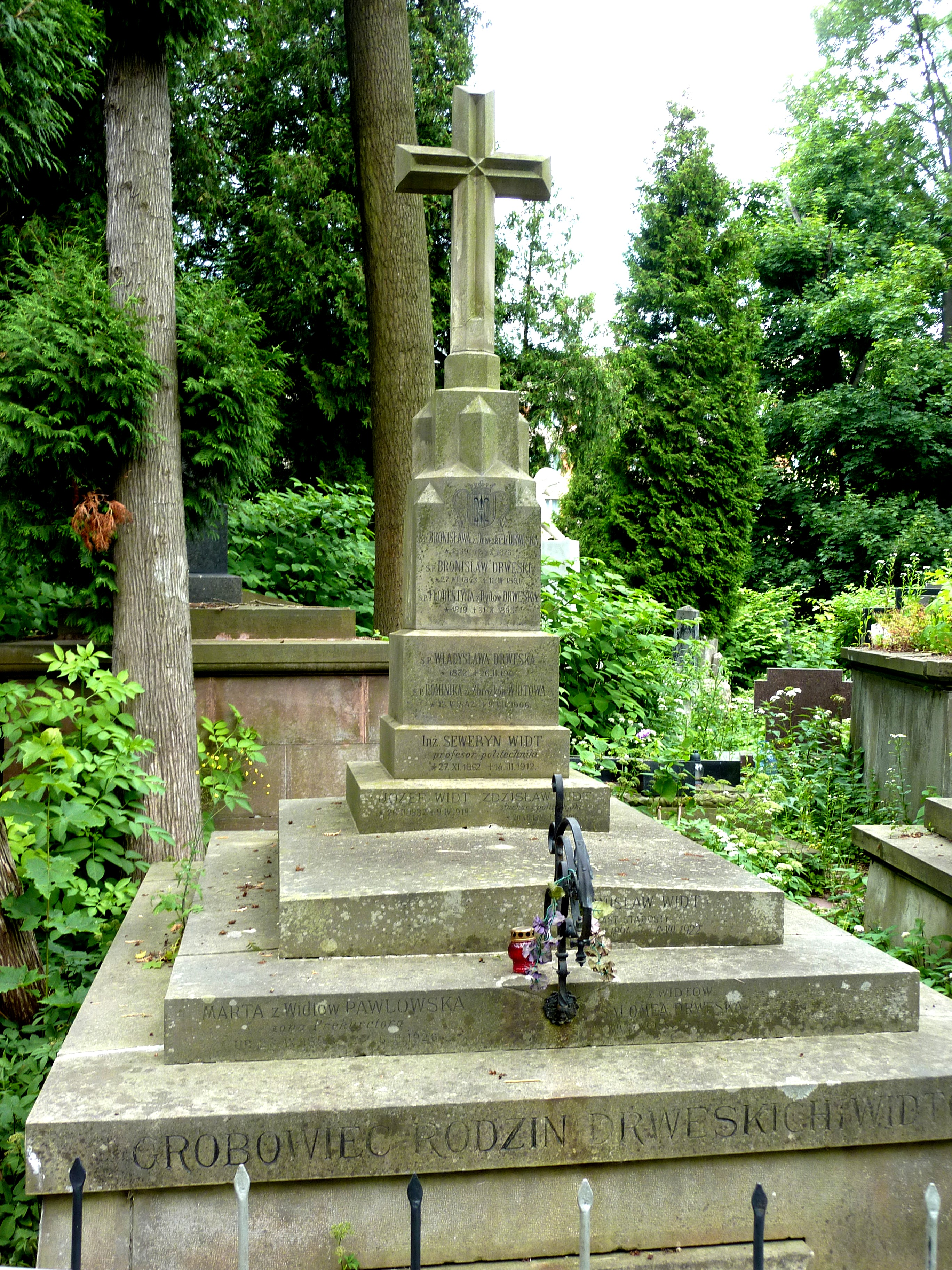
Надгробие профессора Львовской политехники инж. Северина Видта на Лычаковском кладбище во Львове

Был прекрасным лектором, поэтому его лекции были очень популярны среди студентов и способствовали популяризации геодезии и кадастра среди общественности. Среди его учеников известные львовские профессора — геодезисты Каспар Вайгель (*1880-†1941) и Владислав Войтан (*1876-†1936) и инженер — геодезист, генерал брони Войска Польского и политик Владислав Сикорский (*1822-†1943).
Участвовал в создании первой нивелирной сети Львова (1880—1888) под руководством проф. Доминика Зброжека, впоследствии руководил работами по топографической съемке городов Тернополя и Дрогобыча и созданию нивелирных сетей в городах Самбор и Перемышль.
Автор и соавтор научных работ и учебников по геодезии, кадастру, метеорологии и астрономии на немецком и польском языке. Некоторые остались только в рукописи.
Член Политехнического общества во Львове (1886 г.), Галицкой инженерной палаты, Комиссии мер и весов в Вене, председатель Наблюдательного совета Строительного банка и член Наблюдательного совета Заличкового банка во Львове и тому подобное.
Умер 14 марта 1912 г. в Давос (Швейцария). Похоронен на Лычаковском кладбище в Львове (поле 1а).

## Работы
- WIDT S. Miernictwo. — Cz. I—IV. — Lwów, 1899.
- WIDT S. Z dziejów astrofizyki. — Lwów, 1889.
- WIDT S.,TOBICZYK, J. Wyklady katastru i ustaw mierniczych. — Lwów, 1909.
- LÁSKA W., WIDT S. Miernictwo. — Część I. Teorya błędów i rachunek wyrównaczy. — Lwow: Związkowa drukarnia we Lwowie, 1903. — 98 s., tab. il. v textu.
- LÁSKA W., WIDT S. Miernictwo. — Część II. Teodolit i jego zastosowanie do zdjęc poligonowych z uwzględnieniem instrukcji katastralnej z 1887 r. — Lwów, 1903.
- LÁSKA W., WIDT, S. Miernictwo. — Lwów, 1906.